# قلعة دوفر

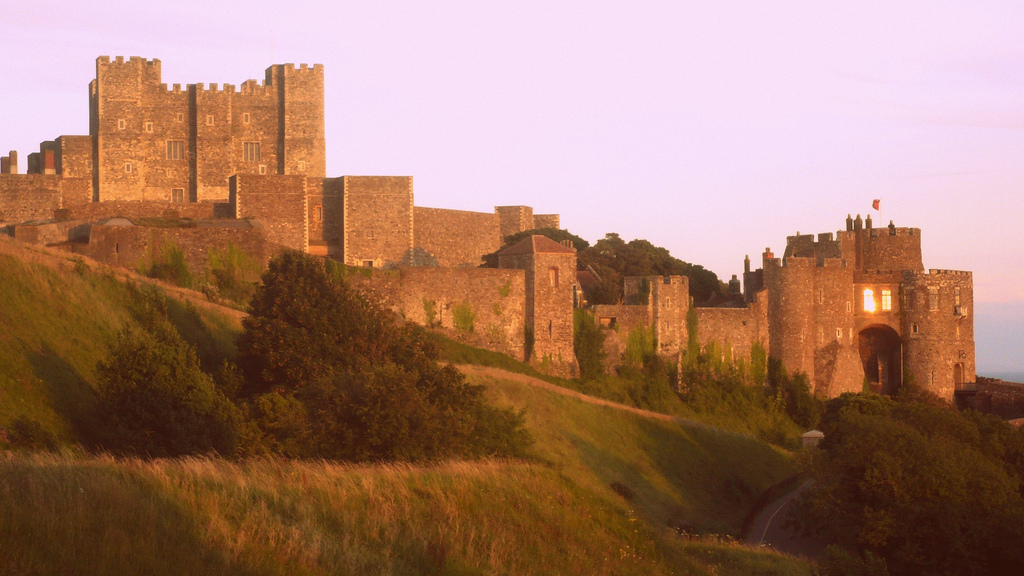
صورة لمدخل قلعة دوفر من الجهة الشمالية الغربية.

ترجع قلعة دوفر المشيدة في مدينة دوفر في مقاطعة كنت إلى العصور الوسطىٍ، حيث أسسها هنري الثاني ملك إنجلترا في القرن الثاني عشر، على طراز العمارة النورمانية، وكانت إحدى المواقع المؤثرة أثناء حرب البارونات الأولى. وصفت قلعة دوفر بأنها "الباب إلى إنجلترا"، نظرًا لكفائتها الدفاعية عبر التاريخ، وهي تعد أكبر قلاع إنجلترا.